# Літтлтон (Мен)
Літтлтон (англ. Littleton) — місто (англ. town) в США, в окрузі Арустук штату Мен. Населення — 997 осіб (2020).

## Демографія
Згідно з переписом 2010 року, у місті мешкало 1068 осіб у 420 домогосподарствах у складі 290 родин. Було 469 помешкань
Расовий склад населення:
| - 91,7 % — білих - 6,6 % — корінних американців - 0,3 % — чорних або афроамериканців |

До двох чи більше рас належало 1,3 %. Частка іспаномовних становила 1,6 % від усіх жителів.
За віковим діапазоном населення розподілялося таким чином: 25,4 % — особи молодші 18 років, 58,9 % — особи у віці 18—64 років, 15,7 % — особи у віці 65 років та старші. Медіана віку мешканця становила 40,8 року. На 100 осіб жіночої статі у місті припадало 108,6 чоловіків;  на 100 жінок у віці від 18 років та старших — 106,5 чоловіків також старших 18 років.
Середній дохід на одне домашнє господарство  становив 49 366 доларів США (медіана — 41 389), а середній дохід на одну сім'ю — 56 014 долари (медіана — 49 773). Медіана доходів становила 51 250 доларів для чоловіків та 38 125 доларів для жінок. За межею бідності перебувало 16,7 % осіб, у тому числі 24,9 % дітей у віці до 18 років та 13,6 % осіб у віці 65 років та старших.
Цивільне працевлаштоване населення становило 453 особи. Основні галузі зайнятості: освіта, охорона здоров'я та соціальна допомога — 21,2 %, роздрібна торгівля — 17,4 %, транспорт — 9,9 %, виробництво — 9,3 %.